# Tomas Ernvik
Tomas David Ernvik, stiliserat tomas ernvik, född 21 december 1951 i Kristinehamn i Värmlands län, död 31 december 2016 i Gräsmarks distrikt i Värmlands län, var en svensk musiker. 

## Biografi
Ernvik var gitarrist, sångare och kompositör i det kristna bluesrockbandet Vatten som bildades 1970 i Göteborg. Gruppen, en trio med elgitarr, bas och trummor och förebilder som Cream och ZZ top, hade sin första spelning julafton 1970 på Nordgården i Göteborg på ett arrangemang kallat "Jul för ensamma". Musiken var experimentell bluesrock och utpräglat kristna texter med ett stort socialt engagemang.
Tillsammans med Gert Gustafsson gjorde han 1972 musikalen "Brinnande" som en reaktion på Jesus Christ Superstar som slutar med korsfästelsen. I "Brinnande" fortsätter berättelsen med uppståndelsen och den första pingstdagen.
"Vatten" hade en plats i proggrörelsen på 1970-talet och spelade återkommande på Sprängkullen och Jazz Artdur. Bandet kom genom åren att leva vidare med olika musiker som Anders Kjellberg, Thomas Lindbjer, Danne Gansmoe, Anders Mossberg, Björn Millton, Matz Mjörnheim, Johan Dereborn och Sven Lindvall.
Ernvik medverkade på andras skivor, bland annat Tillsammans (Kompas LPN 7601, 1976) och Hilmerson och Vickhoff – Kalasrock (VB-LP 02, 1981) och producerade Absolut (Marilla MALP-62, 1975) och Nils F. Nygren (Aksent LP 152, 1975).
Vatten och Ernvik medverkade på Greenbeltfestivalen 1979. Ernvik gjorde 2008 och 2009 några framträdanden på Önnereds bluesfestival.

## Diskografi (solo och diverse samarbeten)
Se även:  Diskografi för gruppen vatten
- 1971 - små låtar med och av tomas ernvik - Cymbal LPM 732
- 1972 - Brinnande - Rockoratorium - Prophone PROP 7751
- 1980 - När regnet dragit förbi... med Tomas Ernvik och Agneta Gilstig - gutta GUTS 002
- 1983 - Emma’s Boggie Band - Crossroads/Television Eye (singel) gutta GUTS 006